# 星空ぷらねっと
『星空☆ぷらねっと』（ほしぞら☆ぷらねっと）は、2000年12月8日にディーオーより発売されたアダルトゲーム（恋愛アドベンチャーゲーム）であり、D.O.10周年記念作品でもある。
本作は2001年2月23日にDVD-ROM版が発売されたほか、2003年10月31日にフルボイス化、原画を雨衣ユイに変更した「星空☆ぷらねっと 〜夢箱〜」が発売された。
また、オリジナル版の発売から10年後の2011年3月10日にサイバーフロントよりPlayStation Portable版『星空☆ぷらねっと one small step for…』が発売された。PSP版にあたっては、シナリオのリライトや追加といった変更が行われている。
『加奈 〜いもうと〜』、『家族計画』と並び、俗に山田一三部作と呼ばれているものの2作目である。しかし元来は山田が入社前の試用期間に習作としてシナリオを書いたものであるため、内実としては山田の第1作に当たる。ディーオー創立10周年記念作品と銘打ち、原画に師走の翁（オリジナル版）、音楽に野村義男を起用するなど、豪華なキャスティングを実現した。

## 概要
主人公の正樹は宇宙飛行士を目指していた。しかし悲しい事件がきっかけで宇宙飛行士をあきらめ、暮らしていた街から離れて行った。時が流れ、青年となって思い出の街に帰ってきた正樹は、幼馴染との再会を果たし忘れていた夢を追いかけ始める。夢を追う男女の感動的なストーリーを描く、物語は4月～12月までの9か月。

## 登場人物
声の欄は夢箱版およびPSP版（無印版は声無し）。
今井 正樹（いまい まさき）
本作の主人公。小さい頃は本作の舞台となる天美市に住んでおり、宇宙飛行士にあこがれて母の勤めるロケット研究所によく遊びに行っていた。しかし、7年前に起こったロケット爆発事故に巻き込まれ、母親を亡くしその夢をいったんはあきらめてしまう。事故の直後、逃げるように田舎へ帰るが、友愛学園の入学を機に天美市に戻ってくる。
星見 瞳（ほしみ ひとみ）
声：大波こなみ
正樹の幼馴染の一人。本作のメインヒロインでもある。幼少期は引っ込み思案でなかなか笑顔を見せなかった。正樹と出会って半年ほどで天美市から引っ越すことになるが、正樹と「今度会うときはわらってみる」と約束を交わす。その後時は流れ、正樹が二年生の時に友愛学園に転入してくるが、かつての面影は消え、笑顔で抱きついてきたり、「むーむー」と怒るなど、非常に明るい少女になっていた。正樹が忘れかけた宇宙への夢を胸に抱いており、幽霊部員だった正樹を強引に天文部に復帰させる。
相馬 蘭子（そうま らんこ）
声：青山ゆかり
正樹の小学生時代の顔見知り。小学校のころは委員長を務めており、正樹との縁で陸上競技を始めるようになる。正樹が友愛学園に入学したときには、陸上の特待生にまでなっていたが、人見知りが激しく周囲を寄せ付けない性格になっており、友人である瞳以外の人物とは距離を置くことが多い。
真田 恭子（さなだ きょうこ）
声：一色ヒカル
正樹の近所に住んでいた年上の女性で、小さい頃は正樹の近所に住んでおり、姉貴分の立場を演じていた。正樹が引っ越してからは、両親を事故でなくした佳多奈のめんどうをみている。友愛学園においては、剣道部主将をこなしている。一見凛としているが、実は天然ボケでいつの間にか寝ていることがある。個性的な兄と厳格な父親が3人いる。
藤原 佳多奈（ふじわら かたな）
声：野神奈々
先天的にサヴァン症候群を患っており、周りの子供たちに打ち解けられなかった。父母は正樹の母と同じロケット研究所に勤めており、佳多奈もロケット研究所で正樹とよく遊んでいた。しかしそれが仇となり、ロケット爆発事故で両親を亡くした上、自身も巻き込まれ後遺症を負ってしまう。友愛学園では天才的な知的能力を持つ反面、精神的に不安定なため保健室登校をしており、主人公はこのことに罪悪感を抱いている。
山本 ゆかり（やまもと ゆかり）
声：月島理緒
正樹より一つ下の明るくて生意気な女の子。友愛学園でも性格は全く変化しておらず、正樹を誘惑したりする。カフェでアルバイトをしている。また、運動神経はよいが、特定の部活動には所属していない。
サーシャ・ノーブルグ
声：有森沙耶
フスクス王国からやってきた留学生。常に黒スーツにサングラスの男達が付き従っている。
水島 慎太郎（みずしま しんたろう）
声：潤潤
天文部の部員。小さいときは正樹をいじめたりしていたが、友愛学園では正樹のツッコミを受け止めるなど、良き友人となっているようである。
ジョン・ウィリアムズ
正樹の母のロケット研究所の同僚。ロケット爆発事故で生き残り、現在も天美市に住んでおり、何かと正樹のことを気にかけている。
今井 夏樹（いまい なつき）
正樹の母親でジョンの同僚。7年前のロケット爆発事故により他界する。
二ノ宮 天子（にのみや てんこ）
声：北都南
天文部の部長でありながら武闘派で、「実践フルコンタクト天体観測」を提唱している。

## 評価
本作はBugBugが2001年に集計した各種ランキングにおいては圏外だったものの、同誌の2002年4月号に掲載された企画「言いたいホーダイ2001年 編集部㊙座談会」においては本作を評価する声が寄せられた。
また、ライターの森瀬繚はアダルトゲーム雑誌「メガストア」2010年4月に寄せたコラムの中で、登場人物の一人である二ノ宮 天子について、攻略対象外としつつも、その存在感の強さを評価している。